# Teorema de Margolus–Levitin
O Teorema de Margolus–Levitin, nomeado assim por Norman Margolus e Lev B. Levitin, indica um limite fundamental para a computação quântica (estritamente falando, para todas as formas de computação). A taxa de processamento não pode ser maior que
{\textstyle 6\times 10^{33}}
operações por segundo por joule de energia. Apresentando a cota para um bit:
Um sistema quântico de energia E precisa ao menos um tempo de {\displaystyle {\frac {h}{4E}}} para ir de um estado a outro ortogonal, onde {\textstyle h=6.626\times 10^{-34}J\cdot s} é a constante de Planck e E é a energia média.
O teorema também é de interesse fora do campo da computação quântica, p. ex. relaciona-se com o princípio holográfico, a física digital, a realidade simulada, a hipótese do universo matemático e o pancomputacionalismo.